# Ashley Brzozowicz
Ashley Brzozowicz (Toronto, 17 dicembre 1982) è una canottiera canadese, vice-campionessa olimpica nell'otto a Londra 2012.

## Biografia
Ha rappresentato il Canada ai Giochi olimpici estivi di Pechino 2008, classificandosi 4ª nell'otto, con Heather Mandoli, Andréanne Morin, Sarah Bonikowsky, Romina Stefancic, Buffy Williams, Darcy Marquardt, Jane Rumball e Lesley Thompson-Willie.
Ha ottenuto la sua prima medaglia iridata ai mondiali di Cambridge 2010, vincendo l'argento nell'otto. L'anno successivo ha bissato il risultato ai mondiali di Bled 2011.
Ha fatto la sua seconda apparizione olimpica a Londra 2012, dove ha vinto la medaglia d'argento nell'otto con Natalie Mastracci, Rachelle Viinberg, Krista Guloien, Lauren Wilkinson, Janine Hanson, Darcy Marquardt, Andréanne Morin, Lesley Thompson-Willie.
Ai mondiali di Amsterdam 2014 ha conquistato l'argento nell'otto, mentre a quelli di Aiguebelette-le-Lac 2015 il bronzo nella stessa disciplina.

## Palmarès
- Giochi olimpici

Londra 2012: argento nell'otto;
- Mondiali

Cambridge 2010: argento nell'otto;
Bled 2011: argento nell'otto;
Amsterdam 2014: argento nell'otto;
Aiguebelette-le-Lac 2015: bronzo nell'otto